# Boinville-en-Mantois
Boinville-en-Mantois är en kommun i departementet Yvelines i regionen Île-de-France i norra Frankrike. Kommunen ligger i kantonen Guerville som tillhör arrondissementet Mantes-la-Jolie. År 2022 hade Boinville-en-Mantois 287 invånare.

## Befolkningsutveckling
Antalet invånare i kommunen Boinville-en-Mantois
| Referens: INSEE |